# The Grass Roots
The Grass Roots, auch The Grassroots, war eine amerikanische Popband, die ihre größten Erfolge zwischen 1966 und 1971 hatte.

## Geschichte
Die aus Los Angeles stammenden Musiker Warren Entner und Creed Bratton beschlossen Anfang der 1960er Jahre, nach Europa zu gehen und dort ihr Glück zu versuchen. Sie blieben zwar ziemlich erfolglos, lernten aber viel über die neue, englische Beatmusik, die auf den Kontinent überschwappte.
1966 kehrten sie nach Kalifornien zurück, engagierten Rob Grill und Rick Coonce und stellten ein Quartett zusammen. Der erste Bandname lautete „The Thirteenth Floor“. Die Gruppe trat in kleinen Clubs und Diskotheken auf und schickte häufig Demobänder an große Plattenfirmen.
Eins davon landete auf dem Tisch der Produzenten und Songwriter P. F. Sloan und Steve Barri. Diese beiden hatten schon den Superhit Eve of Destruction für Barry McGuire geschrieben und soeben eine Version von Bob Dylans Song Ballad of a Thin Man aufgenommen, und zwar unter dem Namen „The Grassroots“.
Diese Single war sehr erfolgreich und nun musste eine Gruppe für Liveauftritte zusammengestellt werden. Ihre Wahl fiel auf die Band Thirteenth Floor, die fortan „Grassroots“ hieß und später in „The Grass Roots“ umbenannt wurde.
Sloan und Barri sorgten für zahlreiche weitere Hits, die die Gruppe zwischen 1966 und 1972 zu verzeichnen hatte. Bei dem ersten US-Top-10-Hit von 1967, Let’s Live for Today, spielte der Schlagzeuger und Studiomusiker Hal Blaine mit. Nach vielen personellen Wechseln löste sich die Band schließlich 1972 auf. Warren Entner und Creed Bratton wurden Schauspieler, Rick Coonce eröffnete eine Hühnerfarm.
Nur Rob Grill blieb der Musik verbunden und versuchte 1975, mit neuen Mitgliedern wiederum eine Formation namens „The Grass Roots“ zu erschaffen. Der Versuch scheiterte jedoch und Grill kam lediglich 1979 als Solist mit dem Song Rock Sugar noch einmal in die Charts. Er starb mit 67 Jahren am 11. Juli 2011 nach einem mehrwöchigen Koma infolge einer Kopfverletzung, die er sich bei einem Sturz zugezogen hatte. Zuvor war bereits der frühere Schlagzeuger Rick Coonce am 25. Februar desselben Jahres an Herzversagen gestorben.

## Diskografie

### Studioalben
| Jahr | Titel                 | Höchstplatzierung, Gesamtwochen, AuszeichnungChartsChartplatzierungen (Jahr, Titel, Platzierungen, Wochen, Auszeichnungen, Anmerkungen) | Anmerkungen                                                           |
| Jahr | Titel                 | US | Anmerkungen                                                           |
| ---- | --------------------- | --- | --------------------------------------------------------------------- |
| 1967 | Let’s Live for Today  | US75 (15 Wo.)US | Erstveröffentlichung: Juli 1967 Produzenten: P. F. Sloan, Steve Barri |
| 1969 | Lovin’ Things         | US73 (16 Wo.)US | Erstveröffentlichung: März 1969 Produzent: Steve Barri                |
| 1969 | Leaving It All Behind | US36 (21 Wo.)US | Erstveröffentlichung: November 1969 Produzent: Steve Barri            |
| 1972 | Move Along            | US86 (14 Wo.)US | Erstveröffentlichung: Juni 1972 Produzent: Steve Barri                |

Weitere Alben
- 1966: Where Were You When I Needed You
- 1968: Feelings
- 1973: Alotta Mileage
- 1975: The Grass Roots
- 1982: Powers of the Night

### Livealben
- 1985: Happy Together Tour 1985 (mit The Turtles, Gary Lewis & the Playboys und The Buckinghams)
- 1988: California Dreamin’ Live (mit The Mamas and the Papas)
- 2000: Live at Last

### Kompilationen
| Jahr | Titel                             | Höchstplatzierung, Gesamtwochen, AuszeichnungChartsChartplatzierungen (Jahr, Titel, Platzierungen, Wochen, Auszeichnungen, Anmerkungen) | Anmerkungen                          |
| Jahr | Titel                             | US | Anmerkungen                          |
| ---- | --------------------------------- | --- | ------------------------------------ |
| 1968 | Golden Grass: Their Greatest Hits | US25 Gold · (43 Wo.)US | Erstveröffentlichung: November 1968  |
| 1970 | More Golden Grass                 | US152 (27 Wo.)US | Erstveröffentlichung: September 1970 |
| 1971 | Their 16 Greatest Hits            | US58 Gold · (20 Wo.)US | Erstveröffentlichung: September 1971 |

Weitere Kompilationen
- 1976: The ABC Collection
- 1976: Pop Chronik (2 LPs)
- 1977: The Story of Pop
- 1978: 14 Greats
- 1978: Best of the Grass Roots
- 1985: Temptation Eyes
- 1985: 14 Greatest Hits
- 1987: Greatest Hits Volume One
- 1987: Greatest Hits Volume Two
- 1988: Songs of Other Times (mit P. F. Sloan)
- 1988: Greatest Hits
- 1989: Vintage Gold (Minialbum)
- 1989: Vintage Gold II (Minialbum)
- 1991: Anthology: 1965–1975 (2 CDs)
- 1993: A Retrospective
- 1996: All Time Greatest Hits
- 2001: Symphonic Hits
- 2001: The Best of the Grass Roots: 20th Century Masters: The Millennium Collection
- 2007: Midnight Confessions
- 2014: The Complete Original Dunhill/ABC Hit Singles

### Singles
| Jahr | Titel Album                                              | Höchstplatzierung, Gesamtwochen, AuszeichnungChartsChartplatzierungen (Jahr, Titel, Album, Platzierungen, Wochen, Auszeichnungen, Anmerkungen) | Anmerkungen |
| Jahr | Titel Album                                              | US | Anmerkungen |
| ---- | -------------------------------------------------------- | --- | --- |
| 1966 | Where Were You When I Needed You                         | US28 (9 Wo.)US | Erstveröffentlichung: April 1966 Autoren: P. F. Sloan, Steve Barri                                                           |
| 1966 | Only When You’re Lonely Where Were You When I Needed You | US96 (2 Wo.)US | Erstveröffentlichung: August 1966 Autoren: P. F. Sloan, Steve Barri                                                          |
| 1967 | Let’s Live for Today                                     | US8 (12 Wo.)US | Erstveröffentlichung: April 1967 Autoren: Shel Shapiro, Mogol Original: The Rokes – Piangi con me, 1966                      |
| 1967 | Things I Should Have Said Let’s Live for Today           | US23 (8 Wo.)US | Erstveröffentlichung: Juli 1967 Autoren: P. F. Sloan, Steve Barri                                                            |
| 1967 | Wake Up, Wake Up Let’s Live for Today                    | US68 (5 Wo.)US | Erstveröffentlichung: Oktober 1967 Autoren: P. F. Sloan, Steve Barri                                                         |
| 1968 | Midnight Confessions Golden Grass: Their Greatest Hits   | US5 Gold · (15 Wo.)US | Erstveröffentlichung: Juni 1968 Autor: Lou Josie Original: The Ever-Green Blues, 1967                                        |
| 1968 | Bella Linda Golden Grass: Their Greatest Hits            | US28 (9 Wo.)US | Erstveröffentlichung: September 1968 Autoren: Lucio Battisti, Mogol, Barry Gross, Steve Barri Original: Lucio Battisti, 1968 |
| 1969 | Lovin’ Things                                            | US49 (7 Wo.)US | Erstveröffentlichung: Januar 1969 Autoren: Jet Loring, Artie Schroeck Original: Bobby Rydell, 1968                           |
| 1969 | The River Is Wide Lovin’ Things                          | US31 (11 Wo.)US | Erstveröffentlichung: März 1969 Autoren: Billy Admire, Gary Knight Original: The Forum, 1966                                 |
| 1969 | I’d Wait a Million Years Leaving It All Behind           | US15 (15 Wo.)US | Erstveröffentlichung: Juni 1969 Autoren: Mitchell Bottler, Gary Zekley                                                       |
| 1969 | Heaven Knows Leaving It All Behind                       | US24 (10 Wo.)US | Erstveröffentlichung: Oktober 1969 Autoren: Harvey Price, Dan Walsh                                                          |
| 1970 | Walking Through the Country Leaving It All Behind        | US44 (8 Wo.)US | Erstveröffentlichung: Januar 1970 Autor: Dennis Provisor                                                                     |
| 1970 | Baby Hold On More Golden Grass                           | US35 (10 Wo.)US | Erstveröffentlichung: April 1970 Autoren: Harvey Price, Dan Walsh                                                            |
| 1970 | Come On and Say It More Golden Grass                     | US61 (6 Wo.)US | Erstveröffentlichung: September 1970 Autoren: Dennis Provisor, Rob Grill, Warren Entner                                      |
| 1970 | Temptation Eyes More Golden Grass                        | US15 (18 Wo.)US | Erstveröffentlichung: Dezember 1970 Autoren: Harvey Price, Dan Walsh                                                         |
| 1971 | Sooner or Later Their 16 Greatest Hits                   | US9 (11 Wo.)US | Erstveröffentlichung: Mai 1971 Autoren: Adeniyi Paris, Ekundayo Paris, Gary Zekley, Mitchell Bottler, Ted McNamara           |
| 1971 | Two Divided by Love Move Along                           | US16 (11 Wo.)US | Erstveröffentlichung: September 1971 Autoren: Bob Potter, Dennis Lambert, Marty Kupps                                        |
| 1972 | Glory Bound Move Along                                   | US34 (10 Wo.)US | Erstveröffentlichung: Januar 1972 Autoren: Dan Walsh, Harvey Price, Steve Barri, Dennis Provisor                             |
| 1972 | The Runway Move Along                                    | US39 (9 Wo.)US | Erstveröffentlichung: Juni 1972 Autoren: Bob Potter, Dennis Lambert                                                          |
| 1973 | Love Is What You Make It Alotta Mileage                  | US55 (10 Wo.)US | Erstveröffentlichung: Januar 1973 Autoren: Harvey Price, Dan Walsh                                                           |
| 1975 | Mamacita The Grass Roots                                 | US71 (11 Wo.)US | Erstveröffentlichung: Juli 1975 Autoren: Barry Mann, Cynthia Weil Original: Mark Lindsay, 1975                               |

Weitere Singles
- 1965: Mr. Jones (A Ballad of a Thin Man)
- 1966: Tip of My Tongue
- 1968: Melody for You
- 1968: Feelings
- 1972: Anyway the Wind Blows
- 1973: Where There’s Smoke There’s Fire
- 1973: We Can’t Dance to Your Music
- 1974: Stealin’ Love (In the Night)
- 1976: Naked Man
- 1976: Out in the Open (mit Rob Grill)
- 1982: She Don’t Know Me

## Auszeichnungen für Musikverkäufe
Anmerkung: Auszeichnungen in Ländern aus den Charttabellen bzw. Chartboxen sind in ebendiesen zu finden.
| Land/RegionAuszeichnungen für Musikverkäufe (Land/Region, Auszeichnungen, Verkäufe, Quellen) | Gold     | Platin | Verkäufe  | Quellen  |
| -------------------------------------------------------------------------------------------- | -------- | ------ | --------- | -------- |
| Vereinigte Staaten (RIAA)                                                                    | 3× Gold3 | —      | 2.000.000 | riaa.com |
| Insgesamt                                                                                    | 3× Gold3 | —      |           |          |